# Tooting
Tooting è un quartiere di Londra, situato nella zona South London della Grande Londra, situato a circa 8 chilometri a sud sud ovest di Charing Cross. Amministrativamente appartiene al London Borough of Wandsworth e parzialmente al London Borough of Merton, mentre il collegio è quello di Tooting.
Vi si trovano le stazioni della metropolitana di Londra di Tooting Bec e Tooting Broadway e la St. George's Hospital Medical School. La zona di Tooting comprende anche le scuole di Broadwater Primary School, Smallwood Primary School e Graveny Secondary School. 
Divenne parte della capitale britannica nell'Ottocento venendo inserito nel distretto di Wandsworth nel 1855, e seguendone poi le sorti.
Le rete di trasporto pubblico a Tooting Broadway sono molte. Si riesce ad arrivare al centro di Londra in meno di venti minuti con la metropolitana (sulla 'Northern Line' o 'linea del Nord' in italiano,) ma ci sono anche tanti autobus che conducono direttamente al centro della città. Per esempio c'è l'autobus di numero 155 che si può prendere a Elephant e Castle, il 77 che arriva a Waterloo e anche il molto popolare 44 che va da Tooting alla stazione centrale Victoria. 
Il quartiere di Tooting è considerato ora una zona 'in crescita', e i prezzi degli immobili sono aumentati anno dopo anno per ormai quasi tre decenni.